# 2-氯乙醇
2-氯乙醇，结构式ClCH2CH2OH。它是1,2-二氯乙烷的代谢产物，在人体中会继续被氧化成氯乙醛和氯乙酸盐。

## 性质
无色透明液体，可与水和乙醇以任意比例混溶。有毒，在体内水解产生氯化氢。经皮肤吸收或吸入高浓度蒸气时，可引起头痛、呕吐、震颤、腹泻、体温降低、四肢麻痹、心区疼痛，严重时可致死。
- 粘度：3.43 mPa·s (20 °C)
- 表面张力：38.9 mN/m

代謝產物氯乙醛(Chloracetaldehyde)在人體內會抑制三羧酸循环(Tricarboxylic Acid Cycle) ，氯乙醇(Ethylene Chlorohydrin)可經由口服、吸入及皮膚接觸而致毒，口服最小致死劑量

## 制备
由乙烯与氯水中的次氯酸加成，再经中和、蒸馏而得。
{\displaystyle \ C_{2}H_{4}+HClO\rightarrow ClCH_{2}CH_{2}OH}

## 用途
氯乙醇是重要的有机合成原料，用于合成环氧乙烷、乙醇胺、乙二醇，药物磷酸哌嗪、普鲁卡因、呋喃唑酮，芥子气，农药1059以及聚硫橡胶等。也用作有机溶剂。氯乙醇也用作馬鈴薯及葡萄的催芽劑。
氯乙醇(Ethylene Chlorohydrin)又稱2-Chloro-Ethanol, Glycol Chlorohydrin, Chloroethylowy, β-Chloroethyl Alchohol及葡萄催芽劑No.1等，是Ethylene Oxide蒸發後的副產品，常使用在工業中作為溶劑、潤滑劑等，在農家平日的使用中，卻偶然的發現可促進及提早馬鈴薯及葡萄的發芽，缺點是毒性大、易引起中毒，不是合法的農藥。

## 外部連結
- 氯乙醇(Ethylene Chlorohydrin)—葡萄催芽劑的急性中毒